# کرشک (قائنات)
کرشک روستایی در دهستان سده بخش سده شهرستان قائنات استان خراسان جنوبی ایران است. بر پایه سرشماری عمومی نفوس و مسکن در سال ۱۳۹۰ جمعیت این روستا ۴۳ نفر (در ۲۰ خانوار) بوده‌است.